# Jakub Polák
Jakub Polák (ur. 1 września 1952 w Karlowych Warach, zm. 25 września 2012 w Pradze) – czeski działacz anarchistyczny i antyrasistowski.

## Życiorys
Polák w wieku kilkunastu lat został dysydentem, po zaangażowaniu się w Praską Wiosnę w 1968. W wyniku czego nie mógł kandydować na żadną uczelnię wyższą. To jednak popchnęło go do prowadzenia dalszej działalności  w ramach ruchu dysydenckiego i podziemnego. W 1989 był współzałożycielem komitetu strajkowego, który działał w czasie aksamitnej rewolucji.
Po upadku komunizmu zaangażował się w wiele anarchistycznych inicjatyw. Początkowo dołączył do koalicji Levá alternativa, w której pełnił funkcję dyrektora. Związał się z anarchistycznym skrzydłem stronnictwa, które później opuściło ugrupowanie i założyło Československé anarchistické sdružení (ČAS; pol. Czchosłowiackie Stowarzyszenie Anarchistyczne). W 1990 pomagał współtworzyć pierwszy w Pradze squat "Sochorka", na ulicy pplk. Sochora. W następnym roku, razem z członkami ČAS rozpoczął publikację gazety A-Kontra, która stała się naczelnym czasopismem ruchu anarchistycznego w Czechach. Z czasopismem współpracował do końca życia.
Od 1996 Polák pełnił rolę pełnomocnika ofiar napaści na tle rasistowskim na terenie Czech. Brał udział m.in. w takich sprawach jak: morderstwo Tibora Danihela w Pískach (1993), morderstwo Zdeňeka Čepela w Tanvaldzie (1994), morderstwo Milana Laceka w Orłowie (1998), napaść działaczy neonazistowskich na restaurację Modrá hvězda w Czeskich Budziejowicach (1999), morderstwo Ota Absolona w Svitavach (2001) czy napaść 12 neonazistów na grup osób w Benešovie (2010). W sprawie o mordesrstwo Tibora Danihela, dzięki pomocy Poláka sprawa trafiła do Sądu Najwyższego Czech.
W 2000 został wyróżniony za swoją działalność nagrodą Františka Kriegl, przyznawaną przez Fundację Karta 77. Nagrodę otrzymał w uznaniu za walkę z apatią czeskiego wymiaru sprawiedliwości oraz policji w odniesieniu do przypadków przemocy związanej z dyskryminacją.
Polák twierdził, że jego działania motywowane były przede wszystkim przez poczucie sprawiedliwości, o którą warto walczyć. Dużą wagę przywiązywał również do wolności słowa, co widoczne było m.in. przy kontrowersjach powstałych w związku z wykładem politologa Zdeněka Zbořila, który na swój wykład o ekstremizmie na Uniwersytecie Karola w Pradze zaprosił różne stronnictwa polityczne, w tym skrajnie prawicowych działaczy, za co został upomniany przez władze uczelni. Będący również zaproszonym Polák oraz kilku innych lewicowych działaczy stanęli w obronie wykładowcy, który został potępiony przez innych naukowców, a także polityków, w tym ówczesnego premiera Miloša Zemana.
Polák był redaktorem pisma Romano gendalos wydawanego w latach 1993–1995 oraz później współpracował również z portalem Romea.cz.
Do końca życia działał na rzecz obrony praw lokatorskich. Parę miesięcy przed śmiercią był zaangażowany w sprawę wysiedlenia mieszkańców budynków, w większości romskiego pochodzenia, przy ul. Přednádraží w Ostrawie. Zmarł na raka 25 września 2012 w Pradze.